# Topweer
Topweer is een gehucht in de gemeente Westerkwartier in de provincie Groningen. Het ligt iets ten zuidwesten van Opende tegen de grens met de provincie Friesland.
Bij Topweer stond tot 1580 een voorwerk van het kloosterJeruzalem te Gerkesklooster. Topweer lag toen aan de westkant van een eindeloze heide- en hoogveenvlakte. Het voorwerk diende dan ook voornamelijk de turfwinning en de schapenhouderij.
De naam Topweer zou zijn afgeleid van Top, het hoogste punt in de omgeving, weer betekent hier perceel.